# Avery Zweckform
Die Avery Zweckform GmbH (bis 30. Juni 2013: Avery Dennison Zweckform Office Products Europe GmbH) ist ein deutscher Büroartikelhersteller mit Sitz in Oberlaindern in der oberbayerischen Gemeinde Valley bei München. Das Unternehmen gehört zu 100 Prozent zur kanadischen CCL-Industries-Gruppe, die auch Inhaberin der Markenrechte ist. Die Markennamen Zweckform bzw. Avery Zweckform (seit 1999) zählen zu den bekanntesten deutschen Büroartikel-Markennamen.
Auf dem deutschsprachigen Markt, in Osteuropa und in Skandinavien werden hauptsächlich PC-bedruckbare Materialien angeboten – insbesondere Etiketten, Papiere, Karten und Folien auf DIN-A4-Bögen zum Selbstdruck. Hierfür stellt das Unternehmen seinen Verbrauchern auch kostenlose Beschriftungssoftware und eine Vielzahl an gestalteten und ungestalteten Vorlagen zum Download im Internet zur Verfügung.
Zudem bietet das Unternehmen in Deutschland und Österreich ein breites Sortiment an Formularbüchern zur Organisation und Dokumentation von Geschäftsvorgängen an. Und unter seinen Marken „Z-Design“ und „Chronoplan“ bietet Avery Zweckform bunte Kreativsticker für Privatverwender sowie hochwertige Ziel- und Zeitplansysteme im Handel an.
In den letzten Jahren ist Avery Zweckform vermehrt dazu übergegangen, neben seinen Standardprodukten im Handel auch digitale Etiketten-Druckdienstleistungen auf seinen Internetseiten anzubieten. Damit können Verbraucher ihre Etiketten schnell und bequem gestalten und in Druckerei-Qualität drucken lassen. Ebenfalls im Internet bietet das Unternehmen seit 2020 individuell konfigurierbare Etikettenbögen an, die in Tausenden von Kombinationsmöglichkeiten, bestehend aus verschiedenen Materialien, Formen und Größen bestellt werden können.

## Geschichte
Das deutsche Vorgängerunternehmen wurde 1946 in Oberlaindern in einem ehemaligen Kuhstall von Hermann Steinbeis und Paul Nordmann als Zweckform Schreibwaren und Bürobedarfs GmbH gegründet. Das Unternehmen produzierte zunächst sehr erfolgreich Formular- und Durchschreibbücher. 1949 erzielte Zweckform einen Umsatz von über einer Million DM und beschäftigte 121 Mitarbeiter.

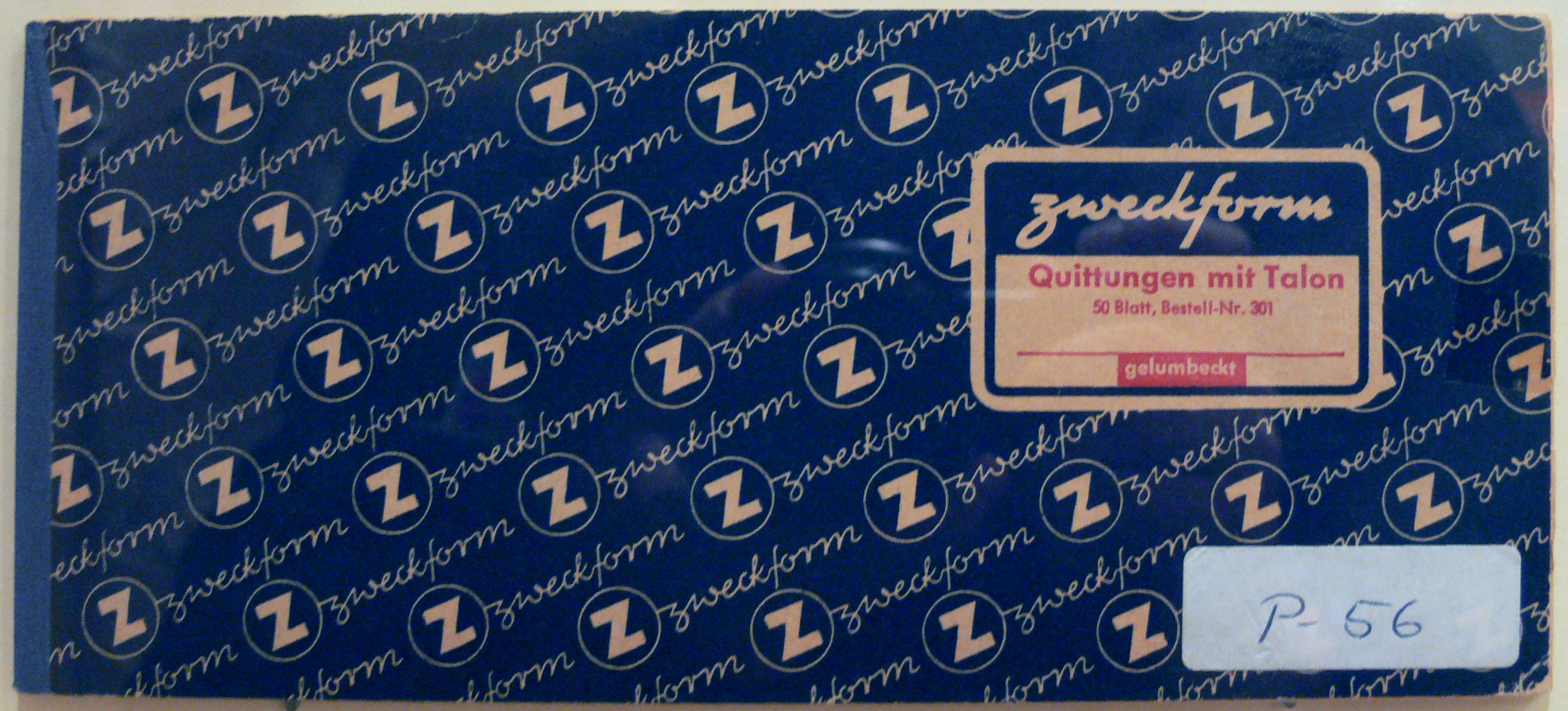
Zweckform-Quittungsblock, um 1950

Das meistverkaufte Produkt aus dieser Zeit war der Quittungsblock 300, von dem seit 1954 über 30 Millionen Exemplare verkauft wurden. Durch dessen weite Verbreitung wurde der Firmenname Zweckform bald zum Inbegriff für Hilfsmittel im Büroalltag in Deutschland.
1956 schloss das Unternehmen einen Lizenzvertrag mit dem amerikanischen Etikettenhersteller Avery ab und vermarktete dessen Produkte auf dem europäischen Markt. Ab 1958 positionierte sich das Unternehmen in Deutschland erfolgreich als Marktführer für Etiketten. 1982 zog die Etikettiertechnik in ein neues Werk ins nahe gelegene Holzkirchen um. Vier Jahre später wurden die beiden Geschäftsbereiche Büroartikel und Etiketten organisatorisch getrennt in die Zweckform Büroprodukte GmbH und die Zweckform Etikettiertechnik GmbH. Zu dieser Zeit war Zweckform einer der größten Arbeitgeber in der Region.
1999 wurden beide Geschäftsbereiche vom kalifornischen Etikettiertechnik-Konzern Avery Dennison übernommen. Die Etikettiertechnik wurde dabei jedoch schon ein Jahr später als Steinbeis Packaging Group ausgegründet und 2005 an den kanadischen Konzern CCL Industries verkauft, der den neu erworbenen Geschäftszweig in CCL Label umbenannte. In diesem Bereich waren 2011 im Durchschnitt 231 Mitarbeiter beschäftigt; der Umsatz betrug 40,5 Mio. Euro.
Die Büroartikelsparte blieb bei Avery Dennison und firmierte fortan unter zwei verschiedenen Namen unter dem gemeinsamen Dach der Avery Dennison Europe Holding (Deutschland) GmbH & Co. KG, nämlich der Avery Dennison Zweckform Office Products Europe GmbH für den Vertrieb und der Avery Dennison Zweckform Office Products Manufacturing GmbH für die Produktion. Die zusammen 312 Mitarbeiter erwirtschafteten 2011 rund 33 Mio. Euro Umsatz.
Nachdem 2012 der Verkauf der Büroartikelsparte an den Mischkonzern 3M am Einspruch des Bundeskartellamts gescheitert war, erwarb CCL nun auch die Büroartikelsparte, die damit zum zweiten Mal die Schwestersparte zur Etikettiertechnik unter dem Dach des CCL-Konzerns bildet und seither als Avery Zweckform GmbH firmiert.